# Раздольне (Єврейська автономна область)
Раздольне (рос. Раздольное) — село у Біробіджанському районі Єврейської автономної області Російської Федерації.
Входить до складу муніципального утворення Птичнинське сільське поселення. Населення становить 327 осіб (2010).

## Історія
Згідно із законом від 26 листопада 2003 року органом місцевого самоврядування є Птичнинське сільське поселення.

## Населення
| 2002 | 2010 |
| ---- | ---- |
| 265  | ↗327 |